# استیلن
اَسِتیلِن یا اِتین، کوچک‌ترین عضو خانوادهٔ آلکینهای هیدروکربنی است که تشکیل دهنده انها نیز مانند بیشتر عنصر ها از هیدروژن و کربن می‌باشد. ۲ اتم هیدروژن و ۲ اتم کربن. که با هم پیوند سه‌گانه دارند ساخته شده‌است. به خاطر وجود این پیوند سه‌گانه، استیلن جزو مواد شیمیایی اشباع نشده (سیر نشده) شناخته می‌شود.
استیلن در صنعت از اهمیت ویژه‌ای برخوردار است. به عنوان ماده اولیه و پیش ماده در سنتز و تهیه مواد شیمیایی مختلف مورد نیاز می‌باشد. از این رو، روشهای صنعتی زیادی برای تولید انبوه این ماده ابداع شده است. این ماده قابل نگهداری و قابل حمل است.

## روش‌های صنعتی فرآوری استیلن
کاربید کلسیم از واکنش آهک و زغال کک در دمای بالا (با استفاده از کوره‌های الکتریکی) تهیه می‌شود.
CaO + 3C → C2Ca + H۲O → H-C≡C-H
از اکسید شدن جزئی و محدود متان در دمای بالا نیز استیلن در اشل صنعتی تولید می‌شود. با این روش صنعتی، ضمن این که استیلن سنتز می‌شود، گازهای با ارزش هیدروژن و منوکسید کربن نیز تولید می‌شود که اهمیت سنتزی فراوان دارد (به عنوان مثال در سنتز متانول مورد استفاده قرار می‌گیرند).
۶CH4 + O۲ → ۲CO + 10H۲ + ۲H-C≡C-H
از اکسید شدن متان در دمای حدود ۱۵۰۰ درجه سانتی‌گراد و در مدت زمان بسیار کوتاه ۰٫۱ ثانیه نیز استیلن و هیدروژن تولید می‌گردد.
۲CH۴ → H-C≡C-H + ۳H۲
در حال حاضر روش مرسوم تولید استیلن، تماس کاربید کلسیم با آب است.
CaC2 + 2 H۲O → Ca(OH)2 + H-C≡C-H + Heat
این کاردر ژنراتورهای مخصوصی انجام می‌گیرد. شایان ذکراست که دمای شعله استیلن نسبت به اتیلن واتان بالاتر است به همین علت از استیلن درصنایع جوشکاری استفاده می‌شود. استیلن به سه دسته حقیقی/نیمه حقیقی وغیر حقیقی دسته‌بندی میشوندوهمچنین خاصیت اسیدی استیلن نسبت به اتیلن واتان بیشتربوده وخاصیت الکترون خواهی بالاتری دارد.